# Jaime Silva
Jaime de Jesus Lopes Silva (Almeida, Almeida, 21 de fevereiro de 1954) é um economista português.

## Biografia
Licenciado em Economia pelo Instituto Superior de Economia e Gestão da Universidade Técnica de Lisboa, foi admitido no Ministério da Agricultura, em 1977, onde participou na implementação da Política Agrícola Comum. Em 1994 foi nomeado administrador principal da Direção-Geral de Empresas e Indústrias da Comissão Europeia. Entre 2001 e 2002 acumulou as funções de conselheiro principal na Representação Permanente de Portugal na Comissão Europeia e de porta-voz do Comité Especial da Agricultura do Conselho Europeu da Agricultura. Em 2005 foi empossado Ministro da Agricultura, do Desenvolvimento Rural e das Pescas no XVII Governo Constitucional de Portugal, dirigido por José Sócrates, até 2009. A sua atuação enquanto ministro foi criticada em vários setores, tendo-se assistido à paralisação das pescas, e das confederações do setor agrícola, as quais classificou como estando ligadas à extrema-direita e esquerda portuguesas. Após esta polémica Marcelo Rebelo de Sousa referiu que Jaime Silva é "o maior incompetente do mundo".

### Condecorações[7]
- Grã-Cruz da Ordem do Mérito Real da Noruega (25 de Setembro de 2009)